# Phare de Duncansby Head
Le phare de Duncansby Head (en gaélique écossais : Ceann Dhunngain ou Dùn Gasbaith) est un phare qui se trouve sur le promontoire de Duncansby Head proche du village de John o' Groats (Caithness). C'est le point le plus au nord-est du Royaume-Uni, dans le comté des Highland au nord de l'Écosse.
Ce phare est géré par le Northern Lighthouse Board (NLB) à Édimbourg, l'organisation de l'aide maritime des côtes de l'Écosse.

## Histoire
Le promontoire se jette dans la mer du Nord, entre le Pentland Firth au nord et à l'ouest et le Moray Firth au sud qui sépare aussi le continent des Orcades (en anglais : Orkney Islands).
Le phare a été construit pat l'ingénieur écossais David Alan Stevenson en 1924. C'est une petite tour carrée de 11 m de haut, avec une galerie ocre crénelée et une lanterne noire, attaché à la maison de gardien d'un seul étage construite en 2005 dans un plan de restauration de la station. Les anciennes maisons des gardiens avaient deux étages.
Une petite route au départ de John o 'Groats mène au phare de Duncansby Head, qui en fait le point le plus éloigné du Land's End .
La partie littorale de la côte sud de 6,5 km de long jusqu'à Skirza (en) est un site d'intérêt scientifique particulier. Il inclut les piliers de Duncansby , des stacks proéminents juste au bord de la côte.
Identifiant : ARLHS : SCO-062 - Amirauté : A3558 - NGA : 3016.

### Lien connexe
- Liste des phares en Écosse